# Michael Feinstein
Michael Feinstein, (Columbus, 1956. szeptember 7. –) amerikai énekes, zongorista, színész. Több platinalemeze is volt, és ötször jelölték Grammy-díjra. Feinstein jól ismert a Great American Songbook dalainak előadásáiról.

## Pályafutása
Ötéves korától néhány hónapig tanították zongorázni, mígnem a tanára feldühödött, hogy nem olvassa el a kottát, amit ő adott neki. Mivel édesanyja nem látott problémát fiánál, kivette őt az órákról, és lehetővé tette, hogy a maga módján tudja élvezni a zenét.
Miután befejezte húszévesen az ohiói iskolát, két évig bárokban dolgozott zongoristaként. Ott találkozott Feinstein Ira Gershwinnel, aki őt hat évig alkalmazta Beverly Hillsben, hogy katalogizálja az ő és George Gershwin felvételeit. Ezekben az években Feinstein találkozott Ira Gershwin szomszédjával, Rosemary Clooney-val is Beverly Hillsben − akivel Rosemary haláláig közeli barátságban maradt.
1986-ban Feinstein kiadta első CD-jét, a „Pure Gershwint”, amely George és Ira Gershwin zenei gyűjteménye. Nem sokkal ezután, 1986-ban kiadta a „Live at the Algonquin” és a „Remember” című darabjait Irving Berlintől. Ezt követte az „Isn't It Romantic” és az „Over There” című lemeze.
Ezután elindított egy zenei projektet a Great American Songbook témájában  Burton Lane-nel, Jule Styne-nel, Jerry Hermannel, Hugh Martinnal, Jimmy Webbel, Jay Livingstonnal és Ray Evans-szel. 1992-ben  kiadott egy „Pure Imagination” című gyermekzenei albumot. További albumok: Forever, Such Sweet Sorrow, Big City Rhythms, Romance on Film/Romance on Broadway, Live with the Israel Philharmonic, Hopeless Romantics.
Feinstein a Feinstein's manhattani éjszakai klub tulajdonosa, amely kabaré-előadók színpada.

## Albumok
- 1986: Live at the Algonquin
- 1987: Pure Gershwin
- 1987: Remember: Michael Feinstein Sings Irving Berlin
- 1988: Isn't It Romantic
- 1989: The M.G.M. Album
- 1989: Over There
- 1990: Michael Feinstein Sings the Burton Lane Songbook, Vol. 1
- 1991: Michael Feinstein Sings the Jule Styne Songbook
- 1992: Michael Feinstein Sings the Burton Lane Songbook, Vol. 2
- 1992: Pure Imagination
- 1993: Michael Feinstein Sings the Jerry Herman Songbook
- 1993: Forever
- 1995: Such Sweet Sorrow
- 1995: Michael Feinstein Sings the Hugh Martin Songbook
- 1996: Nice Work If You Can Get It: Songs by the Gershwins
- 1998: Nobody But You
- 1998: Michael & George: Feinstein Sings Gershwin
- 1999: Big City Rhythms
- 2000: Romance on Film, Romance on Broadway
- 2001: Michael Feinstein with the Israel Philharmonic Orchestra
- 2001: With a Song in My Heart
- 2001: An Intimate Holiday with Michael Feinstein
- 2002: The Michael Feinstein Anthology
- 2002: Livingston and Evans Songbook
- 2003: Only One Life: The Songs of Jimmy Webb
- 2005: Hopeless Romantics
- 2008: The Sinatra Project
- 2009: The Power of Two (with Cheyenne Jackson)
- 2010: Fly Me To The Moon
- 2011: Cheek to Cheek: Cook and Feinstein (with Barbara Cook)
- 2011: We Dreamed These Days
- 2011: The Sinatra Project, Vol. 2: The Good Life
- 2013: Change of Heart: The Songs of André Previn
- 2014: A Michael Feinstein Christmas
- 2021: Gershwin Country

## Díjak
- 1988: Drama Desk Special Award
- Grammy-díjak − 5 jelölés